# Иванов, Александр Терентьевич
Алекса́ндр Тере́нтьевич Ивано́в (род. 11 октября 1956, Минск) — философ, публицист, издатель, основатель и главный редактор московского издательства Ad Marginem.

## Биография
Родился в Минске 11 октября 1956 года в семье инженеров. В 1973 году закончил с красным дипломом минскую среднюю школу № 87. С сентября 1973 по май 1974 работал учеником слесаря и слесарем 2-го разряда на минском заводе ЭВМ им. Серго Орджоникидзе. С сентября 1974 — студент Белорусского государственного университета (исторический факультет), в июне 1979 закончил учебу с красным дипломом. С сентября 1979 по октябрь 1981 — младший преподаватель кафедры философии Белорусского политехнического института (ныне — Белорусский национальный технический университет). С октября 1981 по ноябрь 1983 — командир минометного взвода, военный дознаватель прокуратуры Минского гарнизона. В мае 1982 года присвоено воинское звание «старший лейтенант», а 2 июня 1988 года — воинское звание «капитан». С декабря 1983 по июнь 1986 — младший преподаватель кафедры философии Белорусского политехнического института. С июля 1986 по июль 1989 — аспирант кафедры истории философии Белорусского государственного университета. В 1989 году защитил кандидатскую диссертацию на тему «Концепция культуры Павла Флоренского» (звание кандидата философских наук присвоено 27 февраля 1990 года). С июля 1989 по май 1991 — младший научный сотрудник кафедры Истории философии Белорусского государственного университета. С июня 1991 до конца 1993 — сотрудник редакционно-издательского комплекса (РИК) «Культура» (Москва), ведущий редактор серии «Философия по краям». С конца 1993 — основатель и главный редактор издательства «Ад Маргинем». В 1999 году стал одним из организаторов и автором названия московской ярмарки интеллектуальной литературы «Нон/фикшн». С момента основания ярмарки является членом ее Экспертного совета. В декабре 2011 года стал учредителем (вместе с основателем проекта «Фаланстер» Борисом Куприяновым) некоммерческой организации «Альянс независимых издателей и книгораспространителей».

## Интервью, диалоги, беседы
- «Издатель скандалистов. С АЛЕКСАНДРОМ ИВАНОВЫМ, директором издательства AD Marginem, публикатором всех» (Коммерсантъ, 2002)
- Владимир Сорокин и издательство «Ад Маргинем» подают в суд на «Идущих вместе» (Радио Свобода, 2002)
- Александр Иванов. С Дерридой и Трегубовой на обочине (Богемный Петербург, 2004)
- Школа Злословия. Александр Иванов.Часть1 Часть 2 Часть 3 Часть 4 (НТВ, 2006)
- Александр Иванов Ad Marginem: мы сейчас пытаемся понять, сколько мы стоим (Полит.ру, 2009)
- Александр Иванов: «Наши читатели не стоят на месте» (Pro-Books, 2009)
- «Оправдан ли снобизм в культуре: гости Елены Фанайловой беседуют о том, стоит ли противопоставлять высокие и низкие жанры» (Радио Свобода, 2010)
- Александр Иванов: «Достоверность, доведенная до предела» (Искусство кино, 2010)
- «Неудобная литература. Хроника. Часть 13. Ответы Александра Иванова» (Перемены, 2010)
- «Александрийский квартет» (Радио Свобода, 2011)
- Gagarin Mon Amour, или поколение «Спутник» (Colta.ru, 2011)
- «Диссиденты: подделка памяти?» (Colta.ru 2011)
- «Non-fiction.Книги для умных» (trvid, 2011)
- «Ностальгия и меланхолия» (Радио Свобода, 2012)
- «Александр Иванов и Сергей Шаргунов: Что творится в современной литературе?» (The Village, 2013)
- Александр Иванов: «Конкуренции нет, и это касается не только книжного рынка. У нас похожая ситуация с авиацией» (БизнесOnline, 2013)
- «У культуры нет никакой отдельной территории» (Celedka, 2014)
- «Как читали в СССР и как читают теперь?» (Радио Свобода, 2014)
- «Нам важно уметь соединять» (Год Литературы, 2015)
- «Крым, санкции — окей, но это только язва на ноге» (Colta.ru, 2016)
- «В вашем городе нет ни грамма провинциальности». Александр Иванов (главред Ad Marginem) о списках «лучших книг», e-book и российских писателях (МОМЕНТЫ, 2016)
- Александр Иванов: «Важно всё!» (Завтра.ру, 2017)
- «Легко ли быть издателем. Александр Иванов. Ad Marginem» (Тортуга, 2017)
- Это мой город: основатель издательства «Ад Маргинем» Александр Иванов (Москвич MAG, 2019)
- «Литтеллгейт: ответ главного редактора издательства Ad Marginem Александра Иванова» (Горький медиа, 2019)
- «Мы проживаем закат просвещения» : интервью с основателем Ad Marginem Александром Ивановым (Звезда, 2019)
- «Вальтер Беньямин: философ на измене» (НОЖ, 2019)
- Издатель Александр Иванов: Исчезает не только маргинальность, исчезает массовая культура. Она сменилась множеством (ОТР, 2019)
- «Интернет полностью поменял отношение к книге»: интервью с главой издательства Ad Marginem Александром Ивановым (НД29, 2020)
- «Александр Иванов об издательском деле, политике и женском голосе в литературе» (ДВИНА Сегодня, 2020)
- «Издатели на карантине: как живет Ad Marginem» (Афиша daily, 2020)

## Лекции, презентации
- Александр Иванов с лекцией о «Постпросвещении» в «Смене»
- Александр Иванов. Лекция «Советский идеализм»
- Александр Иванов Презентация «Опыт издания „Лекций о Лейбнице“ Делёза»
- Лекция: «Издательство Ad Marginem перед 25-летней годовщиной: промежуточные итоги». Александр Иванов
- Лес — материя актуальной философии. НЕГАТИВНОСТЬ- Александр Иванов